# McDonnell Douglas F/A-18 Hornet
McDonnel Douglas F/A-18 Hornet (tudi F/A-18 Hornet) je vojaško palubno letalo, 
ki združuje lastnosti lovca prestreznika in jurišnika. Uporablja ga Vojna mornarica ZDA.

## Zasnova
F-18 je dvomotorno večnamensko taktično bojno letalo. Je dokaj okretno, še posebej pri velikih vpadnih kotih. Zato se ima zahvaliti podaljškom v korenu krila (LEX), kateri zaradi vrtinčenja ki ga proizvajajo, povečujejo vzgon pri majhnih hitrostih. Za dobro vodljivost skrbi tudi digitalen fly-by-wire sistem. 
Maksimalen doseg Horneta je sicer velik, vendar pa je takrat letalo polno zunanjih rezervoarjev goriva, ki so namesto orožja pod krili. Doseg samo z notranjem gorivom pa je majhen, ker ima Hornet majhno razmerje med maso goriva in maso letala. Pri MTOW je to .23, medtem ko ima večina drugih taktičnih lovcev med .30 in .35. To je najverjetneje glavna slabost tega letala, ki so jo vsaj nekoliko izboljšali z novim Super Hornetom (čeprav tudi ta še zdaleč ni popoln).
Hornet ni zelo hiter, prav tako ne more nositi zelo velike količine tovora. Kljub temu pa je F/A-18 zelo cenjen zaradi svoje fleksibilnosti, zanesljivosti in dobre elektronske opreme, ki skrbi da bo Hornet uporaben še kar nekaj časa. Tudi vzdrževanje je poceni in preprosto. 

## Zgodovina
Začetki F/A-18 Horneta segajo v sedemdeseta leta 20. stoletja, ko je ameriško letalstvo iskalo poceni in lahko letalo ki pi dopolnilo velike in drage lovce F-15. Na natečaj se je prijavil General Dynamics s svojim YF-16 in Northrop s svojim YF-17. Zmagal je YF-16, ki se je pozneje razvil v F-16, vendar pa za Northropa še ni bilo vse izgubljeno. Letalo je posvojila ameriška mornarica, pri McDonnell Douglasu pa so ga predelali za njene potrebe (uporaba na letalonosilkah). Tako predelano letalo se je imenovalo F-18. Na začetku so načrtovali dve verziji: F-18 in A-18, vendar so spredvideli, da ju lahko združijo. Tako je Hornet eno prvih letal, ki lahko brez posebnih sprememb v opremi napada tako cilje na tleh, kot v zraku (treba je le premakniti stikalo). 
V uporabo so ga sprejeli leta 1983 od takrat pa so ga že večkrat posodobili. Tako sta nastala modela C in D, s katerima so uvedli vrsto izboljšav npr. boljši radar, novejši računalnik, možnost uporabe novejših izstrelkov... 
Na palubah letalonosilk je dopolnjeval večjega F-14 Tomcata, ki je bil sicer učinkovit prestreznik in lovec za zračno prevlado, a tudi drag za vzdrževanje. To se je začelo še posebej poznati po koncu hladne vojne, ko se je F-14 staral, obrambni proračun ZDA pa zniževal. F-18 pa je bil znan po nizkih stroških vzdrževanja in veliki zanesljivosti, zato so začeli razmišljati o povečanem hornetu, ki bi prevzel naloge večjega kolega. To pa so bili začetki F/A-18 E/F Super Horneta, ki je 25 % večji, lahko nese več goriva, ima daljši dolet, pa tudi močnejše motorje. Krilo je popolnoma novo, avionika pa močno posodobljena. Super hornet je prvič poletel leta 1995, v uporabo pa so jih uvedli leta 1999.

## Različice
- YF-18A - predprodukcijska verzija (11x)
- F/A-18A - osnovna, enosedežna verzija
- F/A-18B (tudi TF/A-18/A) - osnovna, dvosedežna verzija
- F/A-18C - posodobljena enosedežna verzija
- F/A-18D - posodobljena dvosedežna verzija
- F/A-18E - nadgrajena in povečana enosedežna verzija
- F/A-18F - nadgrajena in povečana dvosedežna verzija
- F/A-18G - model F predelan za elektronsko bojevanje

## Specifikacije
Specifikacije se nanašajo na različici C in D.
- Posadka: F/A-18C: 1, F/A-18D: 2 (pilot in oficir za oborožitvene sisteme)
- Dolžina: 17,1 m
- Razpon kril: 12,3 m
- Višina: 4,7 m
- Površina: 38 m²
- Masa:
  - Prazen: 10.400 kg
  - Polno naložen: 16.770 kg
  - Največja vzletna masa: 23.500 kg
- Pogon: 2× turboventilatorski General Electric F404-GE-402
  - Potisk: vsak 48,9 kN
  - Z dodatnim zgorevanjem: vsak 48,9 kN

Zmogljivost
- Najvišja hitrost: 1,8 Macha (1.915 km/h na višini 12.190 m)
- Doseg: 1.089 nmi (2.000 km), oborožen s samo dvema raketama AIM-9
- Bojni radij: 400 nmi (740 km)
- Maksimalni doseg: 1.800 nmi (3.330 km)
- Najvišja operativna višina: 15.240 m
- Hitrost dviganja: 254 m/s
- Obtežitev kril: 454 kg/m²
- Razmerje potisk/masa: 0,96

Oborožitev
- Top: 1× 20-mm Gatlingov top M61 Vulcan v nosu
- Bojni tovor: 9 zunanjih točk za pričvrščanje s kapaciteto 6.215 kg

## Uporabniki
ZDA
- Vojna mornarica - 409 Hornetov in cca. 270 Super Hornetov (22 eskadrilj)
- Marinci - 238 letal

 Kanada
- 98 letal

 Finska
- 63 letal

 Avstralija
- 75 letal

 Španija
- 96 letal

 Malezija
- 8 letal

 Švica
- 32 letal

 Kuvajt
- 40 letal